# Glavnyj Island
Glavnyj Island (englisch; russisch Остров Главный Ostrow Glawny, deutsch ‚Hauptinsel‘) ist eine Insel an der Knox-Küste des ostantarktischen Wilkeslands. In den Bunger Hills liegt sie inmitten des Algae Lake. Sie ist gekennzeichnet durch zwei kleine Landspitzen an der Südwestseite und Kliffs an der Südostseite.
Wissenschaftler einer sowjetischen Antarktisexpedition kartierten sie und benannten sie im Jahr 1956. Das Antarctic Names Committee of Australia übertrug die Benennung 1991 in einer Teilübersetzung ins Englische.